# Marietta Alboni
Marietta Alboni (Cesena, Emília-Romanya, 6 de març de 1826 - Ville d'Avray, Illa de França, 23 de juny de 1894) fou una contralt italiana.
Començà els seus estudis de cant a Bolonya amb la cantant Bertolatti i més tard amb Rossini. Debutà a La Scala de Milà, aconseguint un complet triomf per la seva admirablement de contralt, extensa i pura.
Va recórrer els principals teatres de Nord-amèrica acompanyada de la violinista Camille Urso i la també cantant Henriette Sontag, i després per Europa, actuant al Théâtre Italien de París, on hagué d'actuar amb l'Elisa Villar, Mario de Candia, Graziani, Ronconi i altres notabilitats de l'època. Casà el 1854 amb el comte Carlo Pepolí, poeta italià, retirant-se de l'escena el 1863. Des de llavors no sortí del seu retir més que per a cantar la grandiosa missa de Rossini, en els funerals del mestre. A la mort del seu marit va contraure segones núpcies amb un oficial francès anomenat Zeiger.